# Зелена Долина (Краматорський район)
Зелена Доли́на — село в Україні, у Лиманській міській територіальній громаді Донецької області. У селі мешкає 89 осіб.

## Історія
З 23 квітня 2022 року у ході російсько-української війни контролювалося Збройними силами РФ.
28 вересня 2022 року звільнене Збройними силами України від російських окупантів під час битви за Лиман.
9 липня 2025 року знову окуповане ЗСРФ.